# Chinchenia sungi
Chinchenia sungi Young, 1965 è un rettile estinto, appartenente ai saurotterigi. Visse tra Triassico inferiore e medio (tra Olenekiano e Ladinico, 247,2 - 235 milioni di anni fa) e i suoi resti fossili sono stati ritrovati in Cina.

## Descrizione
Questo animale è noto solo per una mandibola incompleta e alcuni resti postcranici disarticolati, non sufficienti a ricostruirne in modo completo l'aspetto. Si suppone che questo animale fosse lungo oltre due metri, e che possedesse un corpo relativamente lungo e piatto, dotato di quattro arti simili a pagaie. Le vertebre erano dotate di superfici articolari concave sia anteriormente che posteriormente (anficele) e vi era un'espansione distale dei processi trasversi. 

## Tassonomia
Chinchenia sungi venne descritto per la prima volta da Young nel 1965, sulla base di alcuni fossili ritrovati nella zona di Qingzhen (Guizhou, Cina), in uno strato considerato contemporaneo alla formazione Guanling. Inizialmente venne considerato un tipico rappresentante dei notosauri, ma successive analisi (Rieppel, 1999) hanno dimostrato una stretta parentela con i pistosauroidi, un gruppo di rettili acquatici considerati vicini all'origine dei plesiosauri. In particolare, sembra che Chinchenia facesse parte di un gruppo di pistosauroidi basali comprendenti anche il cinese Kwangsisaurus e il nordamericano Corosaurus, più primitivi dei pistosauridi veri e propri come Pistosaurus, Augustasaurus e Yunguisaurus. 